# Doorschijnend sterrenkroos
Doorschijnend sterrenkroos (Callitriche truncata) is een waterplant die behoort tot de weegbreefamilie (Plantaginaceae).
De plant komt voor in West- en Zuid-Europa en op de Britse Eilanden.
In Nederland is de plant te vinden in het Deltagebied van Zeeland, bij het IJmeer en in het westen van Zeeuws-Vlaanderen.

## Kenmerken
De plant wordt 15 tot 50 cm hoog. De  bloemen bloeien van april tot in de herfst. De vrucht is een splitvrucht.
Doorschijnend sterrenkroos komt voor in ondiep stilstaand of zwak stromend voedselrijk en helder water.